# Вахідов Вахоб Вахідович
Вахоб Вахідович Вахідов (11 червня 1940, місто Канібадам, тепер Таджикистан — 7 червня 2018, місто Душанбе, Таджикистан) — радянський таджицький державний діяч, секретар ЦК КП Таджикистану, 1-й заступник голови Ради міністрів Таджицької РСР — голова Держагропрому Таджицької РСР, міністр сільського господарства Таджикистану. Кандидат сільськогосподарських наук, доктор економічних наук (2009), професор (2010), член-кореспондент Міжнародної інженерної академії (2004), дійсний член Інженерної академії Республіки Таджикистан (2010).  Депутат Верховної ради Таджицької РСР 10—11-го скликань. Народний депутат СРСР (1989—1991). 

## Життєпис
Народився в родині робітника Абдувахіда Джаббарова. З 1946 до 1956 року навчався в середній школі № 25 міста Канібадам.
У 1956—1961 роках — студент відділення сільського господарства економічного факультету Таджицького державного університету імені Леніна, здобув диплом із відзнакою.
У 1961—1965 роках — головний економіст колгоспу «Ленінград» Канібадамського району Таджицької РСР. Обирався секретарем комітету комсомолу (ЛКСМ Таджикистану) та головою комітету партійно-державного контролю колгоспу.
Член КПРС з 1963 року.
У 1965—1969 роках — 1-й секретар Канібадамського міського комітету ЛКСМ Таджикистану.
У 1969—1971 роках — інструктор ЦК ВЛКСМ у Москві, був куратором ЛКСМ Білорусії.
З 1971 року — 1-й секретар Ленінабадського обласного комітету ЛКСМ Таджикистану.
До 1977 року — заступник голови виконавчого комітету Ленінабадської обласної ради депутатів трудящих із галузей агропромислового комплексу.
У 1977—1986 роках — завідувач відділу сільського господарства та харчової промисловості ЦК КП Таджикистану.
27 вересня 1986 — 24 вересня 1988 року — секретар ЦК КП Таджикистану із питань сільського господарства.
У вересні 1988 — лютому 1990 року — 1-й заступник голови Ради міністрів Таджицької РСР — голова Держагропрому Таджицької РСР.
У лютому 1990 — червні 1992 року — міністр сільського господарства Таджикистану.
У 1992—1993 роках — 1-й заступник генерального директора науково-виробничого підприємства «ШАМЪ».
У 1993 — січні 2001 року — голова науково-виробничого об'єднання «Таджиксільгоспхімія», голова акціонерного товариства відкритого типу «Таджидехкимие».
У березні 2001 — грудні 2006 року — завідувач відділу аграрної політики (АПК) Інституту економічних досліджень, водночас радник із сільського господарства міністра економічного розвитку та торгівлі Республіки Таджикистан.
З 2008 року — провідний співробітник Інституту сільськогосподарської економіки Таджицької академії наук; доцент, професор кафедр Державного сільськогосподарського університету Таджикистану; завідувач кафедри державного та місцевого управління Таджицького економічного інституту.
Був членом Вченої ради Інституту економічних досліджень Міністерства економічного розвитку та торгівлі Республіки Таджикистан, науково-дослідного інституту сільського господарства Таджицької Академії сільськогосподарських наук.
Автор понад 160 наукових праць, у тому числі монографій, книг та брошур.
Помер 7 червня 2018 року в місті Душанбе.

## Нагороди і звання
- орден Трудового Червоного Прапора
- три ордени «Знак Пошани»
- чотири медалі
- Почесні грамоти Президії Верховної ради Таджицької РСР
- Заслужений працівник Таджикистану (1995)